# 呂昭咏
呂昭咏（：／ Yeo So-young，1975年3月29日—），大韓民國外交官，曾任數名韓國總統之中文通譯官，歷經韓國外交部、韓國駐華大使館、韓國統一部等數個政府單位之服勤經歷，並有國立台灣大學留學及中央廣播電台任職等海外經驗。

## 履歷
呂昭咏本貫咸陽呂氏，父親為一名牧師。因呂昭咏之父希望其成為中國通，故其自小學時代至中學時代均就讀華僑學校，於1993年畢業自大邱華僑中學，並成為該校少數非華僑出身的畢業生代表。1993年高中畢業後，呂昭咏因其中文專長，在該年大田世界博覽會期間獲招募至世博組織委員長吳明旗下兼任通譯及禮賓人員，並替中華人民共和國國務院副總理李嵐清、全國人大常委會副委員長田紀雲等中方來賓擔任翻譯。
1993年後，呂昭咏前往中華民國就讀國立台灣大學政治系國際關係組，並於1997年班畢業，隨後前往中央廣播電台擔任記者和廣播員至1999年。她於同年獲知韓國政府招募總統通譯官和對華專家的消息，並於2月正式入職韓國外交部前身機構——外交通商部，於該部東北亞2課擔任外務官，並出任金大中、盧武鉉等韓國總統的中文通譯官。2001年中華人民共和國全國人大常委會委員長李鵬訪韓期間，其亦在場擔任翻譯工作。

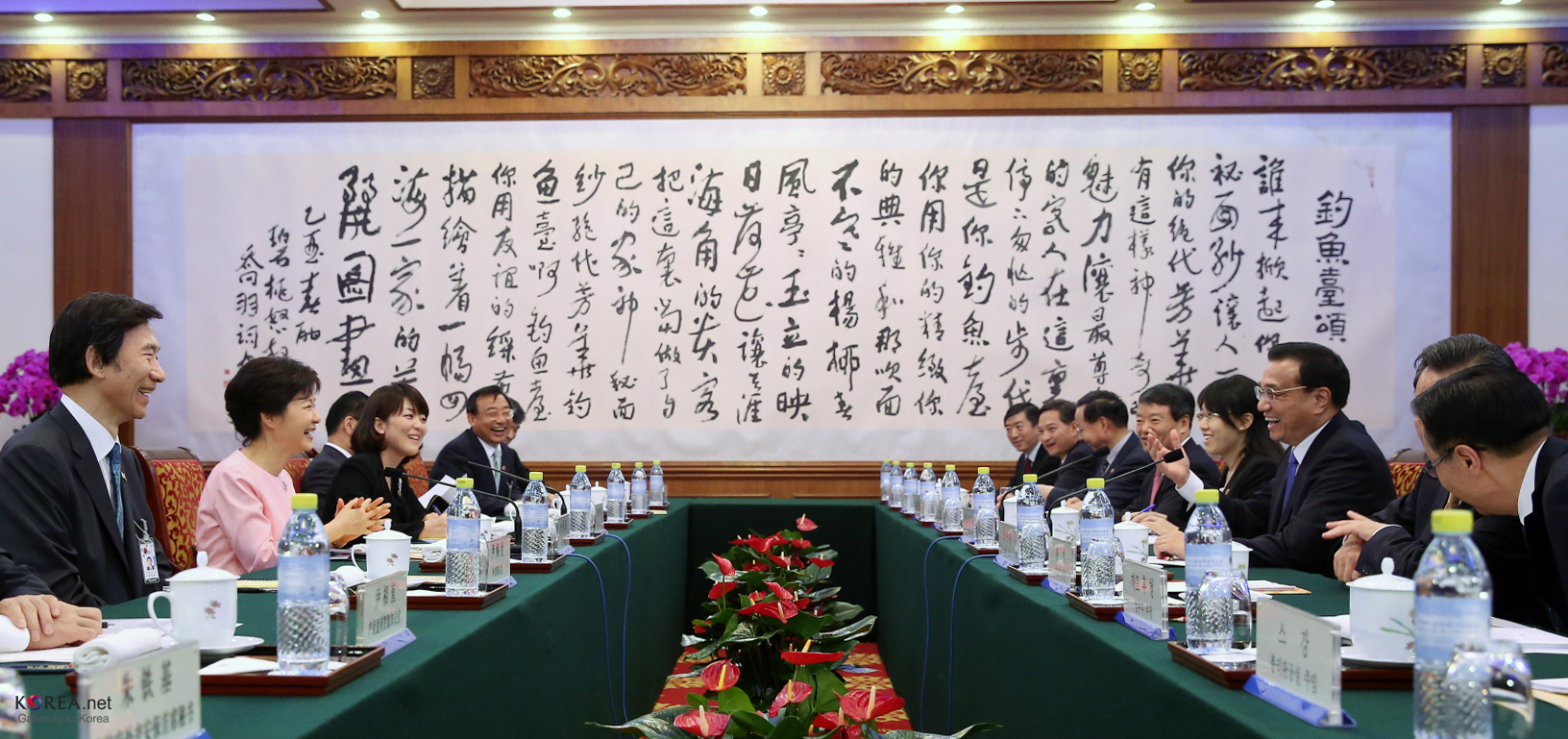
呂昭咏（左三）與韓國總統朴槿惠、外交部長尹炳世訪中期間，攝於2013年6月28日。

2003年，呂昭咏取得台大政治學研究所碩士學位，以《1990年代南韓對北韓政策的決策方式研究 : 金泳三和金大中政權的比較》作為學位論文題目。2004年4月，調任為韓國駐華大使館三等秘書，從事通譯、領事等業務，任內獲得時任韓國駐華大使金夏中提拔為5級公務員。2008年3月金夏中轉任韓國統一部長後，4月旋即任命呂昭咏為部長政策輔佐官。其後，呂昭咏又兩度在韓國高官訪中行程中擔任中文通譯，一次為2008年甫當選總統的李明博派遣朴槿惠出任訪中特使，另一次則為2013年6月朴槿惠繼任總統後赴華參加韓中高峰會談。
由統一部調回外交部後，呂昭咏就任韓半島和平交涉本部和平體制課一等秘書，後轉任韓國國立外交院職務研修課外務秘書，2015年10月則昇任該課課長。在外交部東北亞局擔任業務支援後，又於2019年7月出任該局的東北亞2課課長，從事韓方與中國地方政府及民間部門間的交流合作工作。呂氏出任2課課長後，形成韓國外交部對華、對美、對日及對俄等「四強外交」專責課長均由女性出任的局面。